# Pirsch (Zeitschrift)
Pirsch (Eigenschreibweise: PIRSCH) ist ein Jagdmagazin aus dem Hause des Deutschen Landwirtschaftsverlags mit einer verbreiteten Auflage von 26.154 Exemplaren (IVW Q3/2020). Chefredakteur ist seit September 2020 Martin Weber. Der Redaktionsstandort ist München.
Pirsch erscheint in ihrer gedruckten Ausgabe 22 Mal jährlich. Inhaltliche Schwerpunkte liegen bei den Themengebieten Jagdpraxis, Jagdausrüstung, Wildbret-Verwertung und Wildkunde. Ergänzt werden diese klassischen Jagdmagazin-Rubriken mit Artikeln, welche die Natur, deren Nutzen und den Naturgenuss als Ganzes widerspiegeln. So finden sich in der Pirsch auch Bau- und Bastelanleitungen für Gebrauchs- und Dekorationsgegenstände sowie Beiträge zur Umweltbildung. Hauptzielgruppe sind Jäger, deren Familien und andere Naturinteressierte aus dem süddeutschen Raum.

## Geschichte
Die erste Ausgabe der Pirsch erschien im Jahr 1948, zwei Jahre nach Gründung des herausgebenden Bayerischen Landwirtschaftsverlags (BLV) durch den Bayerischen Bauernverband. In den ersten zwei Jahrzehnten bestimmte Hauptschriftleiter Hermann Sandmann die Richtung des Blattes. Kritisch-konstruktiv auch gegenüber den Jagdverbänden gab sich Walter Helemann als Hauptschriftleiter von 1970 bis 1987. Ihm gelang 1973 die Eingliederung der bis dato ältesten deutschen Jagdzeitschrift „Der Deutsche Jäger“ (Erstausgabe 1879), der zudem das ehemalige „offizielle Organ der pfälzisch bayrischen Jagdschutz-Vereine“ darstellte. Fachjournalist Michael Lewicki wirkte bis zu seinem Unfalltod 1998 als Chefredakteur. Ihm folgte Dipl.-Forstwirt Jost Doerenkamp, der nach einigen Jahren als Redakteur von 1998 bis 2011 Chefredakteur, und danach Herausgeber der PIRSCH wurde.